# سده ۱۵ (پیش از میلاد)
(سده شانزدهم پ.م. - سده پانزدهم پیش از میلاد مسیح - سده چهاردهم پ.م. - سده‌های دیگر)
قرن پانزدهم پیش از میلاد، قرنی بود که از ۱۵۰۰ پیش از میلاد تا ۱۴۰۱ پیش از میلاد ادامه یافت.

## رخدادها
- ۱۵۰۴-۱۴۹۲ (پیش از میلاد)؛ پیروزی مصر باستان بر نوبه و سرزمینهای شرقی دریای مدیترانه
- حدود ۱۵۰۰ سال پیش از میلاد - برخورد شهاب‌سنگی که دهانه کالی در استونی را تشکیل داد.
- ۱۵۰۰ پیش از میلاد: تلفیق تعدادی از ویژگی‌های فرهنگی از جمله سفال‌های بدون تزئین، تدفین‌های مگالیتیک و کشاورزی ارزن-لوبیا-برنج، نشانگر آغاز دوره سفالگری میومان در شبه جزیره کره است.[۱]
- ۱۵۰۰-۱۴۰۰ (پیش از میلاد)؛ سرایش ریگ‌ودا
- ۱۵۰۰-۱۴۰۰ (پیش از میلاد)؛ جنگ ده پادشاه برپایه ریگ‌ودا
- دهه ۱۴۹۰ (پیش از میلاد)؛ کرانائوس پادشاه افسانه‌ای آتن پس از ده سال پادشاهی به دست دامادش آمفیکتوئونِ تسالیایی-پسر دئوکالیون و پیرا - کنار گذارده شد.
- ۱۴۸۷ (پیش از میلاد)؛ آمفیکتوئون پادشاه آتن پس از ده سال پادشاهی درگذشت و اریکتونیوس یکم-نوه کرانائوس- به جانشینیش رسید.
- حدود ۱۴۸۰ پیش از میلاد: ملکه حتشپسوت جای خود را به پسرخوانده و برادرزاده‌اش تحوتموس سوم داد. دوره بزرگترین گسترش مصر (آبشار چهارم نیل به فرات).[۲]
- ۱۴۶۹ (پیش از میلاد)؛ در جنگ مگیدو مصر باستان بر کنعان پیروز شد.
- دهه ۱۴۶۰ (پیش از میلاد)؛ کاسی‌ها بر بابل تاختند و دودمانی را بنیاد نهادند که ۵۷۶سال و نه‌ماه پایدار ماند.
- ۱۴۴۶ (پیش از میلاد)؛ برپایه برخی تاریخها، موسی سفر خروج یهودیان را از مصر رهبری نمود.
- ۱۴۳۷ (پیش از میلاد)؛ اریکتونیوس یکم پادشاه افسانه‌ای آتن پس از پنجاه سال فرمانروایی درگذشت و پسرش پاندیون یکم به جایش بر تخت نشست.
- ۱۴۳۰ پیش از میلاد - ۱۱۷۸ پیش از میلاد: آغاز امپراتوری هیتی‌ها.[۳]
- ۱۴۲۰ (پیش از میلاد)؛ در تاریخی نزدیک به این سال کرت به دست موکنایی‌ها افتاد-آغاز دوره موکنایی
- ۱۴۰۰ (پیش از میلاد)؛ کاخ مینوس بر اثر آتش‌سوزی ویران شد.
- دهه ۱۴۰۰ (پیش از میلاد)؛ چندین بازی صفحه‌ای مانند الکوئرک بر بام نیایشگاه قرنه در مصر باستان کنده‌کاری شد.
- دهه ۱۴۰۰ (پیش از میلاد)؛ الفبای خطی آ به اوج گستردگی و پذیرش خود رسید.
- دهه ۱۴۰۰ (پیش از میلاد)؛ شکوهمندی شهر کنعانی اوگاریت.
- ۱۴۰۰ پیش از میلاد: استفاده از کلاه ایمنی برنزی در کرت (کشف در کنوسوس).[۴]
- موکنایی‌ها بر یونان و مرزهای آناتولی چیره شدند.
- شکوفایی فرهنگ گورتپه
- قدیمی‌ترین آثار تمدن اولمک.[۵]

## چهره‌های برجسته
- هتشپسوت فرعون زن دودمان هجدهم مصر(۱۴۹۸-۱۴۸۳ (پیش از میلاد))
- توتمس سوم فرعون دودمان هجدهم(۱۴۷۹-۱۴۲۵ (پیش از میلاد))
- آمنهوتپ دوم فرعون مصر(۱۴۲۷-۱۴۰۱ (پیش از میلاد))